# Caminomorisco
Caminomorisco (en estremeñu Caminomoriscu) es un municipio español, perteneciente a la provincia de Cáceres, en la comunidad autónoma de Extremadura. Se encuentra en Las Hurdes, situado en la carretera EX-204 entre Pinofranqueado y Vegas de Coria.
El municipio, con 1203 habitantes según el INE a 1 de enero de 2017, tiene su capital en el pueblo de Caminomorisco (antiguamente conocido como Las Calabazas), de unos 750 habitantes. El resto de la población del municipio se reparte entre las alquerías de Cambroncino, Arrolobos, Huerta, Riomalo de Abajo, Cambrón y Dehesilla.
Se sitúa al norte de la provincia, en la mancomunidad de Las Hurdes, entre las poblaciones de Pinofranqueado, Cambroncino y Casar de Palomero. Pertenece al partido judicial de Plasencia.

## Símbolos
El escudo y la bandera del municipio fueron aprobados mediante la "Orden de 23 de mayo de 1994, por la que se aprueba el Escudo Heráldico y Bandera Municipal, para el ayuntamiento de Caminomorisco", publicada en el Diario Oficial de Extremadura el 9 de junio de 1994 y aprobada por el Consejero de Presidencia y Trabajo Joaquín Cuello luego de haber aprobado el expediente el pleno municipal el 4 de abril de 1994 y haber emitido informe el Consejo Asesor de Honores y Distinciones de la Junta de Extremadura el 21 de enero de 1994. El escudo se define oficialmente así:

Escudo partido. Primero, jaquelado, de quince piezas, ocho de plata y siete de azur. Segundo, en campo de plata, una banda de gules, con siete crecientes contornados de plata, en lo alto y en lo bajo, una calabaza de sinople. Al timbre, Corona Real cerrada.

La bandera se define así:

Bandera cuadrada de proporciones 1/1 blanca, fileteada de verde; al centro el Escudo Municipal.

## Geografía física
El término municipal de Caminomorisco limita con:
- Pinofranqueado al oeste;
- Nuñomoral, Ladrillar y Herguijuela de la Sierra al norte;
- Sotoserrano y Zarza de Granadilla al este;
- La Pesga y Casar de Palomero al sur.

## Historia

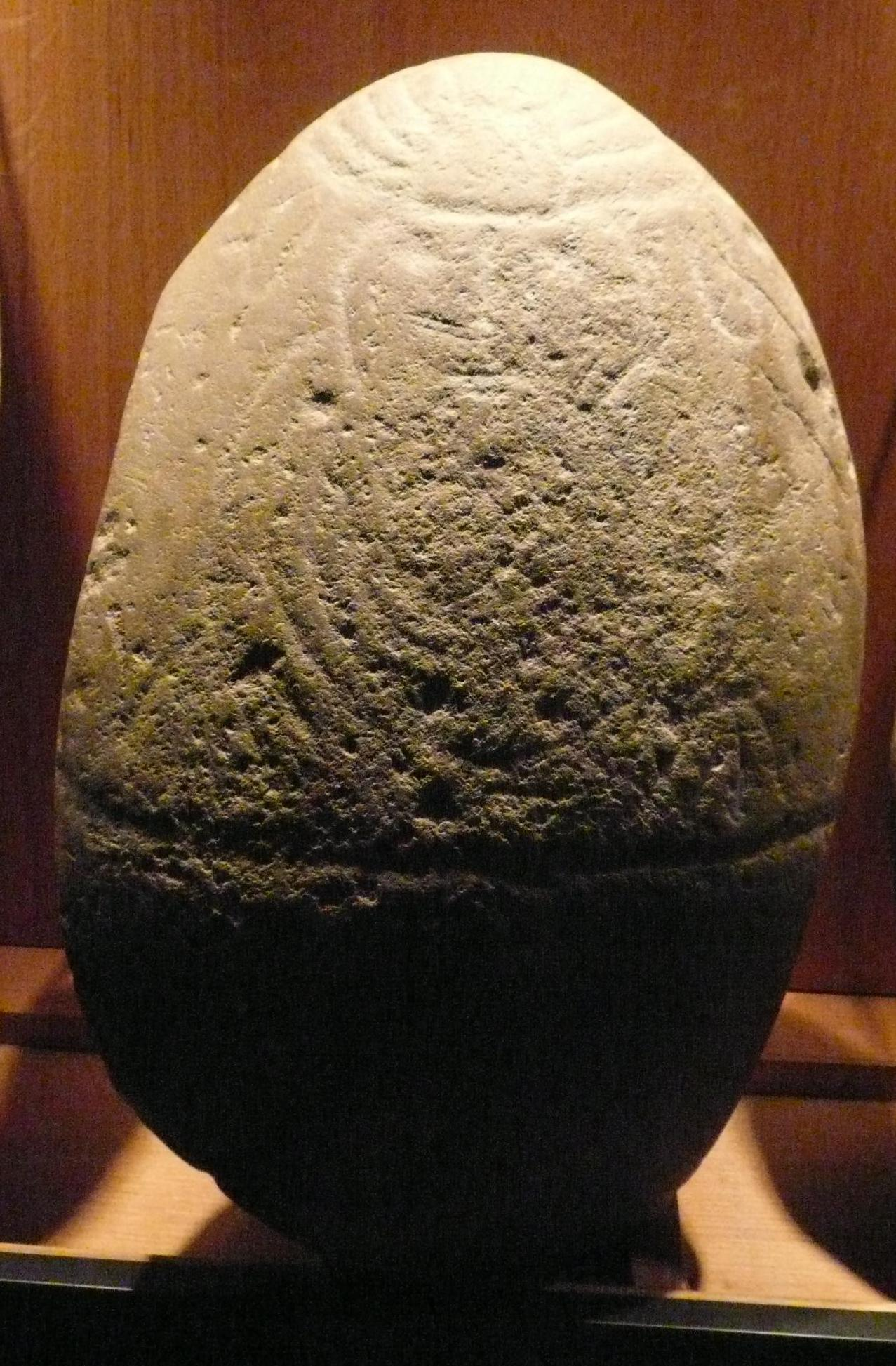
Estela de Arrocerezo.

Hasta principios del siglo no existió, en la comarca de Las Hurdes, ninguna población con el nombre de Caminomorisco. Lo que sí existía era un concejo con tal nombre que abarcaba los pueblos de: La Aceña, La Dehesilla, La Huerta, Cambrón, Cambroncino, Arrolobos, Arrofranco, Riomalo de Abajo, Casas de Jelechoso, Arrocartintero, Arrocerezo y Las Calabazas. 
El último de estos pueblos es el que hoy se denomina Caminomorisco, y los tres anteriores son ya despoblados, aunque alguno de ellos se cita reiteradamente en documentos del siglo XVI, no debieron ser núcleos estables, o tener poca entidad poblacional, pues muchas veces no aparecen incluidos en las alquerías contribuyentes a dicho concejo de Caminomorisco.
El antiguo pueblo de Las Calabazas, hoy Caminomorisco, muestra, desparramados por su término, numerosos vestigios de épocas prehistóricas, sobre todo del Calcolítico y del Bronce. En los parajes de: Candelario, La Jareta, Madroñal, Romanzano, Escugoso... se pueden rastrear infinidad de restos líticos: puntas de flechas, hachas, pesas de red, molinetas y molederas, dientes de hoz, raederas... Así mismo, se descubren numerosos fragmentos cerámicos y enterramientos tumulares. También son visibles fondos de antiguas cabañas prehistóricas. varios petroglifos como la pisa la mora, la piedra molde, y el recientemente descubierto por Juan José Gómez en los márgenes del arroyo alavea con figuras antropomorfas y ciervos cerca del dolmen descubierto en 1998 por Juan José.
Dentro del término del concejo se han encontrado interesantes ídolos-estelas, como los de Arrocerezo, Vamesto, Cugoso, Los Tesitos, La Coronita... Los romanos dejaron, igualmente, sus huellas en diferentes lugares del concejo, como es el caso de los pagos de: El Alcornocal, La Cebaílla, Valle Clara, Los Tesoros, El Minuero...
En tiempos plenamente históricos (siglo XIII), el lugar de Las Calabazas pasa, al igual que la llamada "Dehesa de Jurde", a depender del señorío concejil de La Alberca (villa perteneciente hoy en día a la provincia de Salamanca), por una donosa concesión que hizo a esta villa el infante D. Pedro, señor de Granada, hoy Granadilla. La Alberca dictó unas ordenanzas concejiles muy oprobiosas en contra de los hurdanos, por lo que éstos pleitearon y se rebelaron continuamente, pero el yugo concejil albercano continuó hasta el siglo XIX.
A la caída del Antiguo Régimen la localidad se constituye en municipio constitucional en la región de Extremadura, partido judicial de Granadilla, entonces conocido como Camino Morisco. En el censo de 1842 contaba con 140 hogares y 767 vecinos.

## Demografía
Caminomorisco cuenta con una población de 1120 habitantes (INE 2024).
| Gráfica de evolución demográfica de Caminomorisco entre 1842 y 2021                                                                                                  |
| |
| Población de derecho según los censos de población del INE Población de hecho según los censos de población del INEEn este censo se denominaba Camino Morisco: 1842. |

Caminomorisco en el año 1981 contaba con 721 habitantes en el núcleo principal, pasando a 757 en 2008.
La población total es de 1228 habitantes (INE 2016) repartidos entre el núcleo principal y sus 6 alquerías. Aceña se considera un barrio a efectos de población por estar junto al núcleo principal. Existen otras dos alquerías despobladas en la actualidad, Arrocerezo y ￼￼Arrofranco￼￼.

### Alquerías

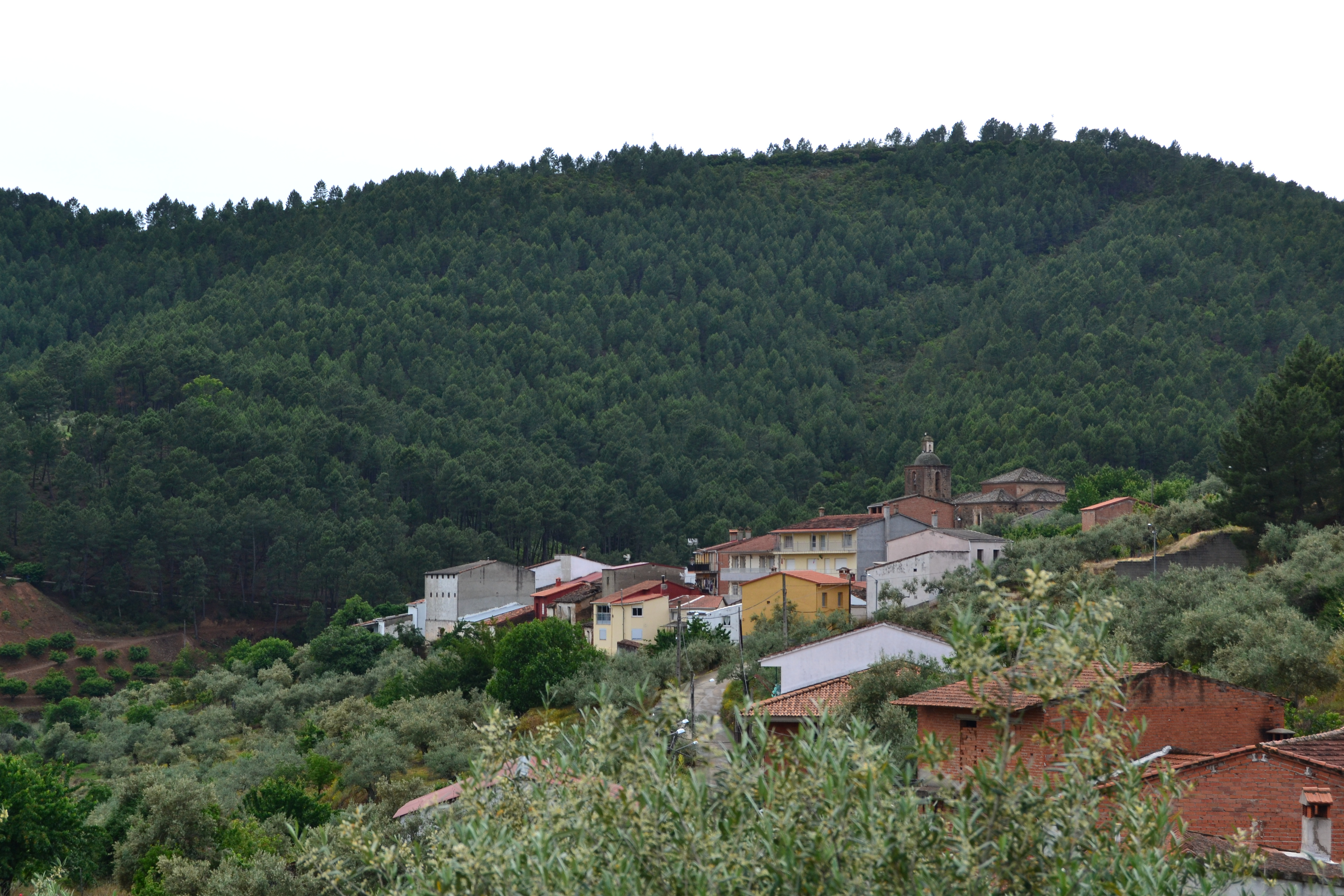
Panorámica de Cambroncino.

| Nombre oficial   | Pob. (2008) | Superficie km² | Nombre tradicional |
| ---------------- | ----------- | -------------- | ------------------ |
| Caminomorisco    | 757         | 147,6          | Las Calabazas      |
| Arrolobos        | 126         | -              | Rolobus            |
| Cambrón          | 29          | -              | -                  |
| Cambroncino      | 209         | -              | Cambroncinu        |
| Dehesilla        | 22          | -              | La Jesilla         |
| Huerta           | 58          | -              | La Güerta          |
| Riomalo de Abajo | 55          | -              | Riumalu d’Abaju    |
| TOTAL            | 1256        | 147,6          |                    |

## Servicios

### Educación
El municipio cuenta con su propio IES, el IES Gregorio Marañón.

### Transporte
Los accesos se efectúan por la carretera autonómica EX-204, de Salamanca a Coria (PK 42+970) que una la localidad con Pinofranqueado hacia el oeste y con Cambroncino al este; y por la EX-369 que llega desde Casar de Palomero.

## Patrimonio

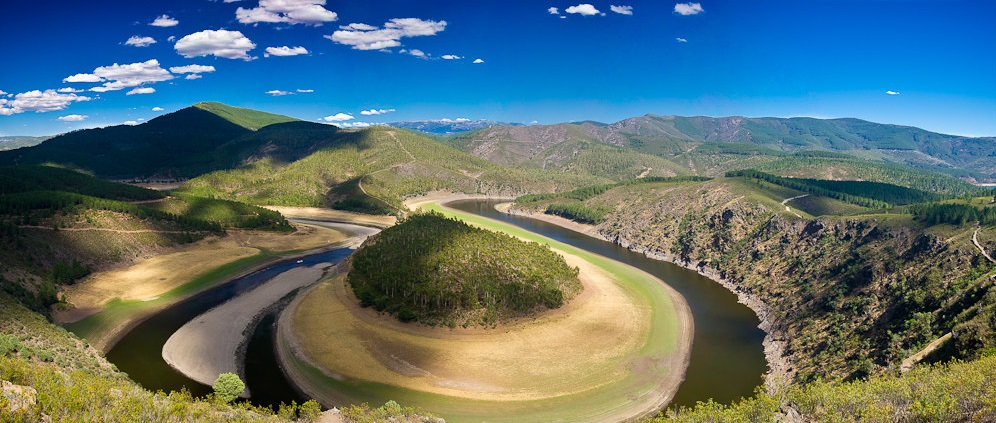
Meandro del Melero en el río Alagón, marcando el límite municipal entre Caminomorisco y Sotoserrano.

Iglesia parroquial católica bajo la advocación de San José, perteneciente a la diócesis de Coria.
Cómo edificio de arquitectura típica pero de reciente edificación es la Casa de la Cultura de Caminomorisco, que se ha construido respetando la arquitectura popular hurdana, utilizando los mismos materiales como son la piedra y pizarra.
Además en la localidad existen muchas rutas a través de sus senderos para contemplar una buena muestra de la riqueza de flora y fauna que conviven en sus dominios.
También dispone de una piscina natural en el río y junto al puente.

## Cultura

### Festividades y eventos culturales
- Matanza Tradicional- Representación de una tradicional matanza hurdana con Mercado Artesanal. Segundo fin de Semana de marzo.Caminomorisco
- Feria De La Tapa. Sábado Semana Santa. Caminomorisco
- Fiestas de Cambrón: Primer domingo a partir del 20 de abril.- La Virgen del Carmen.
- Fiestas de La Huerta: 13 de mayo.- La Virgen de Fátima.
- Fiestas de Arrolobos: 15 de mayo.- San Isidro Labrador.
- San Cristóbal: Segundo fin de semana de julio 10 de julio.Caminomorisco
- Fiestas de Aceña: 16 de julio.- Virgen del Carmen.
- Fiestas de Riomalo de Abajo: Primer fin de Semana de agosto.- Virgen de la Dolorosa.
- Cristo del Camino: Tercer domingo de agosto;Caminomorisco
- Virgen del Pilar: 12 de octubre.Caminomorisco
- Fiestas de Cambroncino- La Virgen del Carmen. Segundo domingo de octubre.

### Tradiciones
En Caminomorisco encontramos a varios artesanos que realizan sus actividades con muy diversos materiales como son la piedra, madera, bálago, etc.
La principal actividad artesanal son las casas de piedra en miniatura que se pueden adquirir en numerosos puntos del municipio, junto con el resto de artículos típicos de la localidad como los Dulces (perrunillas, floretas, miel, mantecados, etc.), el Vino de pitarra y los Bordados.
Se mantiene el jurdanu, dialecto del extremeño. El extremeño es una de las variedades de la lengua asturleonesa debido a la repoblación realizada por los distintos reyes de León durante la Reconquista. 

### Deporte
- Carrera por montaña CUMBRES HURDANAS-Puntuable campeonato Extremadura.Tercer fin de semana de octubre
- Carrera de Mountain Bike HURDES EPIC RACE